# Ivan Sazima
Ivan Petr Sazima (Praga, 07 de outubro de 1942)  é um herpetólogo brasileiro.
Graduado pela Universidade de São Paulo, em 1980, estudou também na  Ruhr-Universität Bochum.
Ele é professor e pesquisador na Universidade Estadual de Campinas.

## Táxons em sua homenagem
- Bokermannohyla sazimai (Cardoso & Andrade, 1982)
- Hylodes sazimai Haddad & Pombal, 1995
- Bothrops sazimai Barbo, Gasparini, Almeida, Zaher, Grazziotin, Gusmão, Ferrarini & Sawaya, 2016

## Alguns táxons descritos
- Bokermannohyla nanuzae (Bokermann & Sazima, 1973)
- Crossodactylus bokermanni Caramaschi & Sazima, 1985
- Cycloramphus faustoi Brasileiro, Haddad, Sawaya & Sazima, 2007
- Cycloramphus juimirim Haddad & Sazima, 1989
- Hylodes otavioi Sazima & Bokermann, 1983
- Ischnocnema juipoca (Sazima & Cardoso, 1978)
- Leptodactylus camaquara Sazima & Bokermann, 1978
- Leptodactylus cunicularius Sazima & Bokermann, 1978
- Leptodactylus furnarius Sazima & Bokermann, 1978
- Leptodactylus jolyi Sazima & Bokermann, 1978
- Leptodactylus tapiti Sazima & Bokermann, 1978
- Phasmahyla jandaia (Bokermann & Sazima, 1978)
- Physalaemus atlanticus Haddad & Sazima, 2004
- Physalaemus deimaticus Sazima & Caramaschi, 1988
- Proceratophrys cururu Eterovick & Sazima, 1998
- Proceratophrys palustris Giaretta & Sazima, 1993
- Scinax curicica Pugliese, Pombal & Sazima, 2004
- Scinax machadoi (Bokermann & Sazima, 1973)
- Scinax maracaya (Cardoso & Sazima, 1980)
- Scinax pinima (Bokermann & Sazima, 1973)
- Tantilla boipiranga Sawaya & Sazima 2003
- Thamnodynastes longicaudus Franco, Ferreira, Marques & Sazima 2003
- Thoropa megatympanum Caramaschi & Sazima, 1984